# Тумнин
Тумни́н (в переводе с орочского Тумждин — «полноводная») — река в Ванинском районе Хабаровского края России.

## География

Длина реки — 364 км, площадь бассейна — 22 400 км². Самая большая река на восточном макросклоне хребта Сихотэ-Алинь.
Берёт начало на северном склоне горы Крутой (1268 метров) хребта Хоми на севере Сихотэ-Алиня. Течёт в общем юго-восточном направлении и впадает в бухту Датта Татарского пролива. На всём течении — типичная горная река, и только в низовье успокаивается и разливается до 600 метров в ширину по совокупности, так как образует несколько рукавов и заводей. Устье реки — эстуарий протяжённостью около 11 километров, характеризуется приливно-отливными явлениями и переменной солёностью воды. Также из-за торфяников в нижнем течении вода приобретает коричневый оттенок.
Мутность воды менее 50 г/м³. Вода по химическому составу относится к гидрокарбонатному классу и кальциевой группе, с повышенным содержанием ионов натрия и калия. Минерализация воды 30-60 мг/л.
Питание смешанное, с преобладанием дождевого. Летом 3—4 паводка, образующих половодье. Среднегодовой расход воды около 252 м³/с. Ледостав обычно в первой половине ноября, вскрывается в конце апреля — начале мая (на неделю-две позднее остальных рек в регионе). Толщина льда в низовьях реки к середине февраля достигает обычно более метра.

## Природа
Река Тумнин от истоков до устья протекает по горной местности Сихотэ-Алиня, растительность по берегу — преимущественно смешанный лес (берёза, осина, ольха) и светлохвойная лиственничная тайга. Берега представляют собой галечники, местами обрывы и скалы, а в нижнем течении — моховые мари и тростниковые отмели. По руслу реки много различных по площади и форме островов, в большинстве своём безымянных.

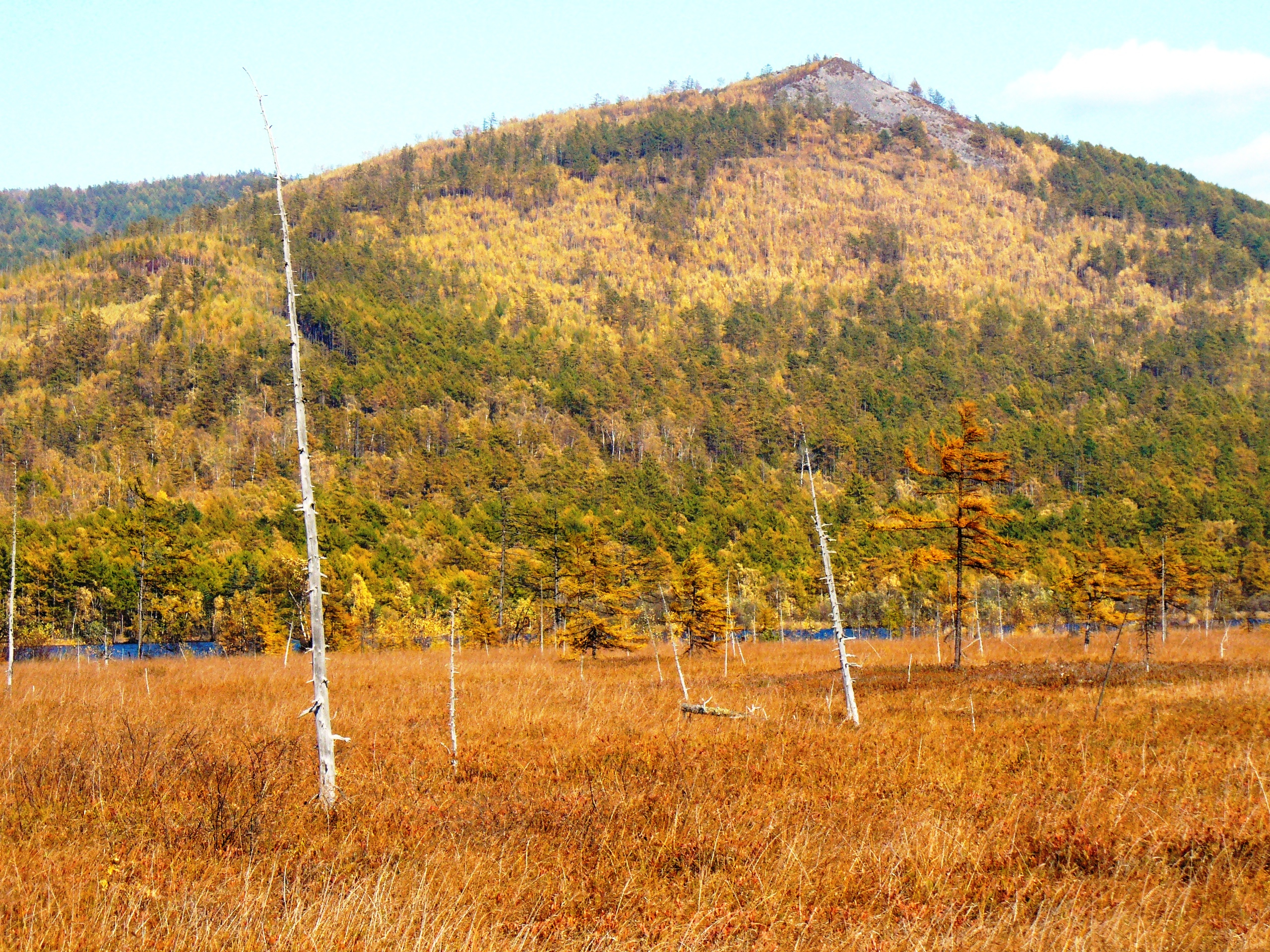
Крупная марь в нижнем течении реки (1,5×2,2 км)

Река является местом обитания многих рыб. Является местом нереста лососёвых и осетровых рыб. Основные представители тумнинской ихтиофауны: мальма (Salvelinus malma), кунджа (Salvelinus leucomaenis), сахалинский таймень (Huco huco), хариус (Thymallus bevrirostris), горбуша (Oncorhynchus gorbuscha), сима (Oncorhynchus masu), кета (Oncorhynchus keta), сахалинский осётр (Acipenser mikadoi), крупночешуйная краснопёрка-угай (Tribolodon hakonensis).
По левому берегу реки, ближе к устью, расположен Тумнинский природоохранный заказник, общей площадью 143100 га. В заказнике обитают: соболь, колонок, горностай, росомаха, норка, выдра, барсук, лось, изюбрь, косуля, кабарга, кабан, бурый медведь, гималайский медведь, заяц-беляк, белка, ондатра, лисица, рысь, волк. Из редких видов: амурский тигр, орлан-белохвост, беркут, белоплечий орлан, сапсан, рыбный филин, скопа, чёрный аист, чёрный журавль, дальневосточный аист, чешуйчатый крохаль.
В нижнем течении реки водится морская малоротая корюшка и азиатская зубастая корюшка (Osmerus mordax), камбала, дальневосточная навага, пиленгас, бельдюга, трёхиглая колюшка, рогатый бычок (Enophrys diceraus) и ещё несколько видов типично морской фауны. Такая смесь морских и речных обитателей объясняется учёными-ихтиологами тем, что во время прилива на несколько километров вверх по течению по дну реки идёт противоток чистой морской воды, хотя сверху вода почти пресная. Солёная вода постоянно застаивается в ямах, в том числе и при отливах.

## Притоки
Объекты перечислены по порядку от устья к истоку.
- 0,6 км: Улике
- 14 км: Зубковский
- 16 км: Лачама
- 28 км: Худями
- 37 км: Бобо (Бабо)
- 44 км: Хуту
- 51 км: Туани
- 51 км: Хау
- 58 км: Мал. Таи
- 58 км: Чопэ
- 66 км: Гудюму
- 67 км: Буя
- 72 км: река без названия
- 78 км: Людю
- 89 км: Аукамха
- 97 км: Акур
- 99 км: Бекая
- 100 км: Авга
- 104 км: Тулучи
- 116 км: Мули
- 123 км: Абуа
- 126 км: Тоенку
- 143 км: Муни
- 149 км: река без названия
- 153 км: река без названия
- 158 км: Безымянная
- 166 км: река без названия
- 171 км: Ху (Колба)
- 186 км: Топкий
- 190 км: Мутная
- 195 км: Тунь
- 209 км: Кириса
- 228 км: Чичимар
- 243 км: Зимовье 2-е
- 243 км: Зимовье 3-е
- 251 км: Бохаго
- 254 км: Багдрус
- 256 км: Зимовье 1-е
- 258 км: Агандяк
- 264 км: Джегдаг
- 273 км: Уинии (Уини)
- 279 км: Аты
- 286 км: Аргаскит
- 291 км: Утуни
- 293 км: Эльга
- 305 км: Гульмамсе
- 313 км: Кема
- 319 км: Ларсу 1-я
- 327 км: Ларсу 2-я
- 329 км: река без названия
- 338 км: Кями (Джагды)
- 342 км: Олдини (Красная)
- 343 км: Сололи (Дайбера)

## Хозяйственное использование
Река считается судоходной от с. Датта до острова Голочевский (с. Алексеевка, нежилое), маломерные суда используются на всём течении от п. Тулучи до с. Датта. Воды Тумнина используются для бытового и промышленного водоснабжения. По долине нижнего течения Тумнина проходит значительная часть железной дороги Комсомольск-на-Амуре — Советская Гавань (порядка 110 км).
На берегах реки расположены населённые пункты и железнодорожные станции Ванинского района Хабаровского края (сверху вниз):
- п. Тулучи (ж/д станция «Тулучи»)
- село Акур (ж/д разъезд «Акур»)
- ж/д разъезд «Людю»
- п. Тумнин (ж/д станция «Тумнин»)
- ж/д разъезд «Дайчи»
- село Хуту (ж/д разъезд «Хуту»)
- ж/д станция «Имбо»
- село Уська-Орочская (ж/д станция «Усть-Орочи»)
- ж/д разъезд «Чепсары»
- ж/д станция «Монгохто» (п. Монгохто находится в 4 км от реки)
- село Датта

## Данные водного реестра
Код водного объекта 20040000112118200000819
Бассейновый округ Амурский бассейновый округ (20)
Речной бассейн Бассейны рек Японского моря (4)

## Галерея

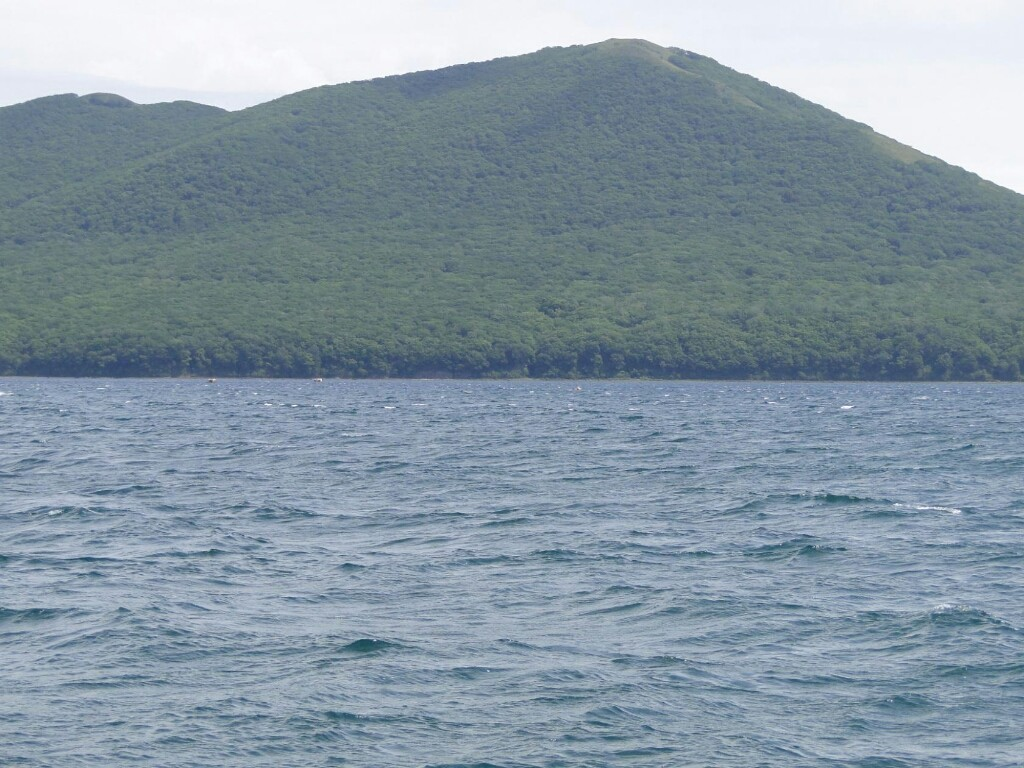
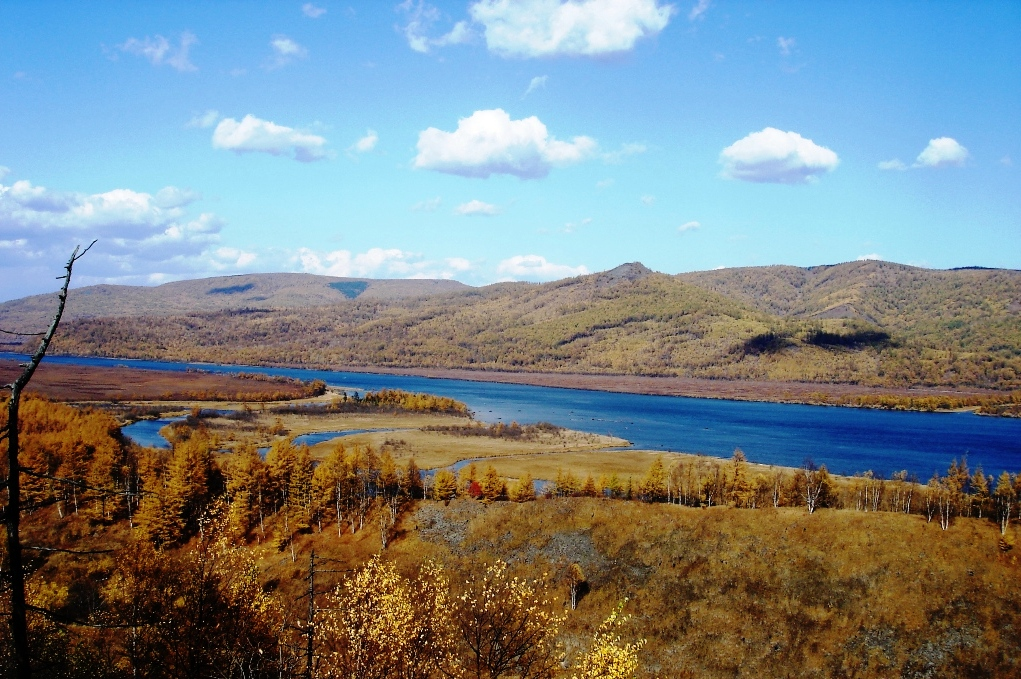
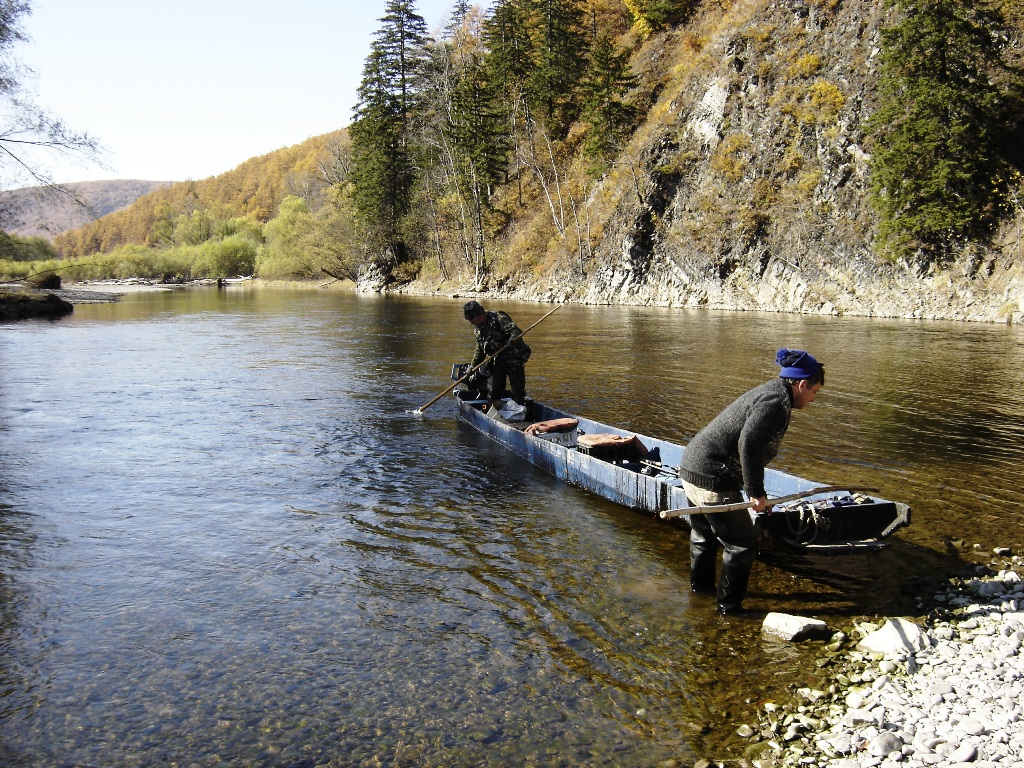
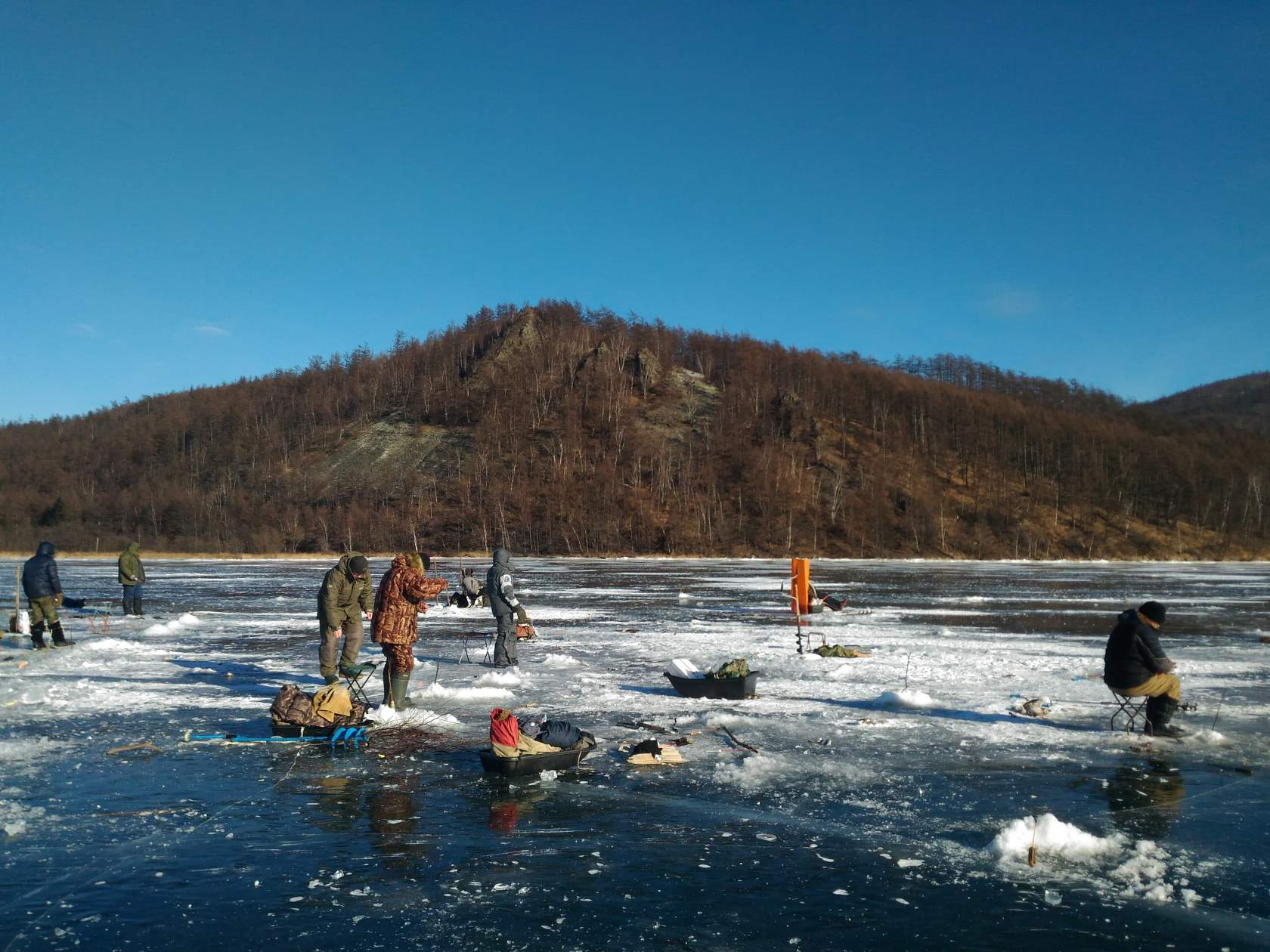
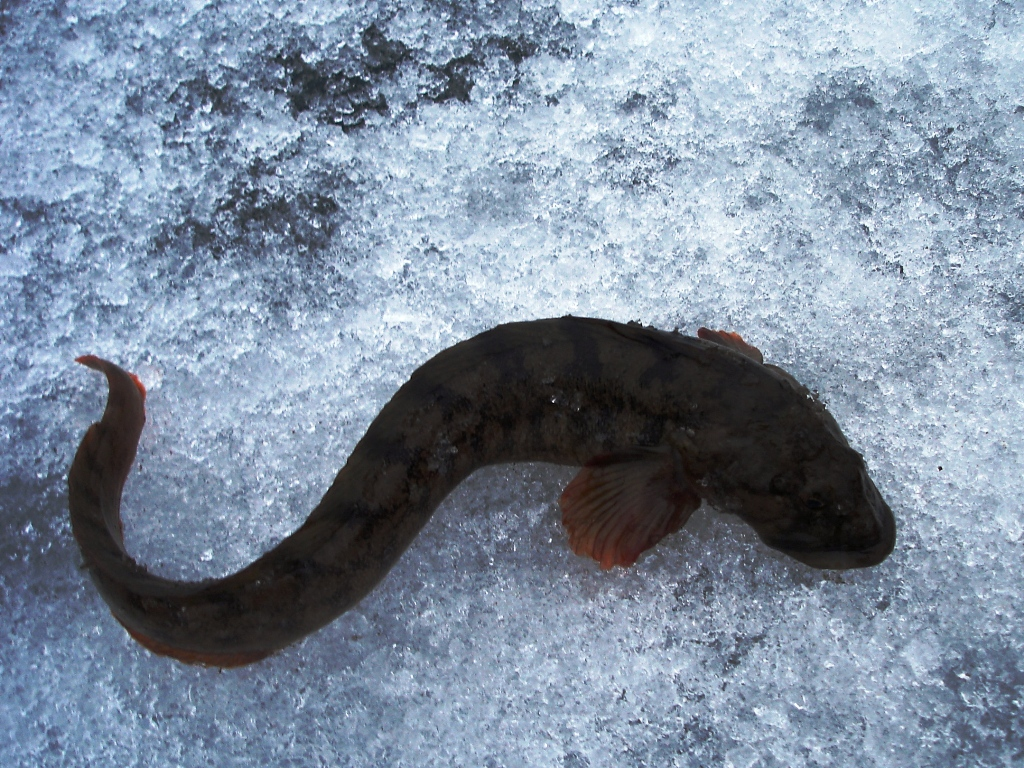
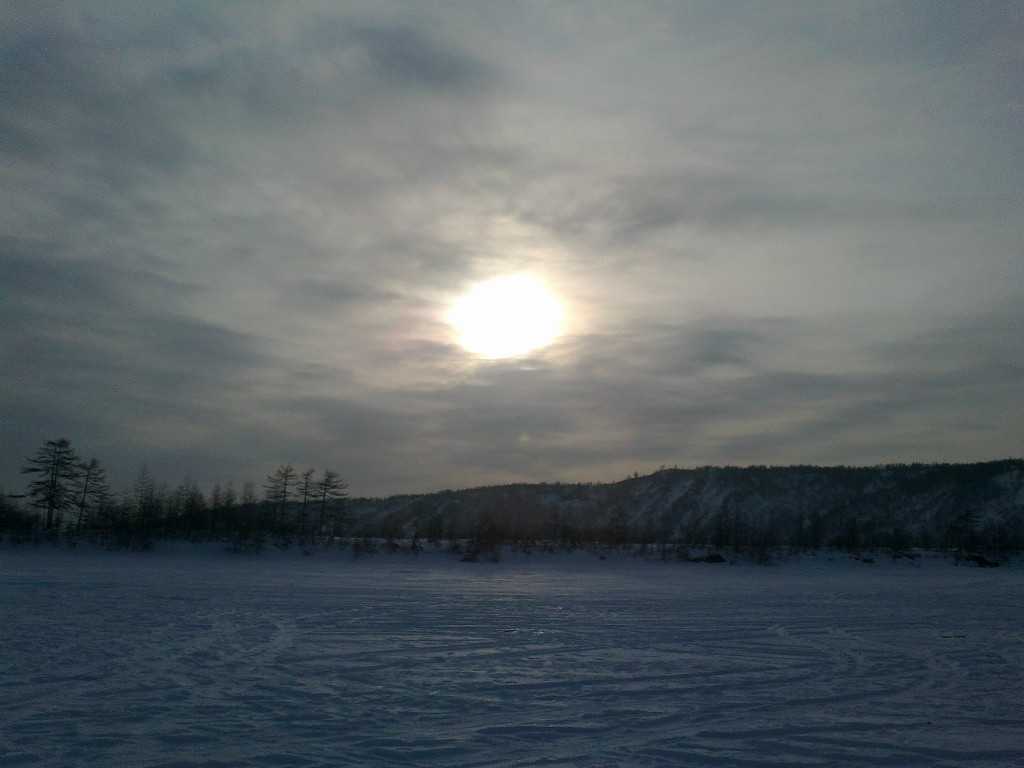
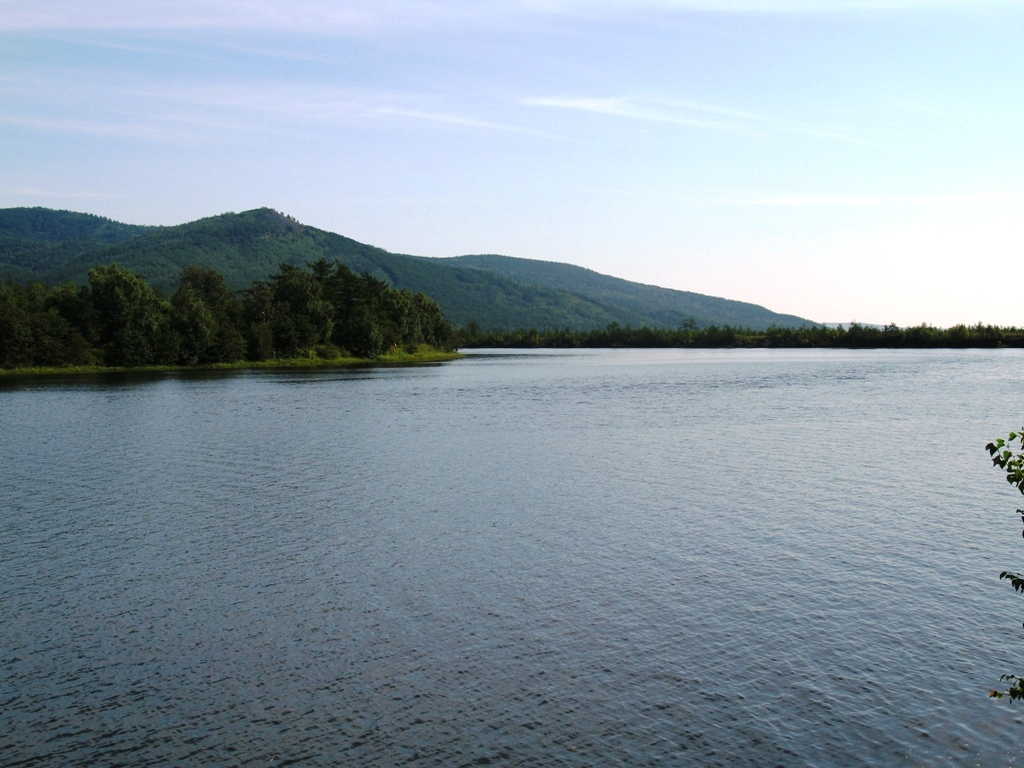
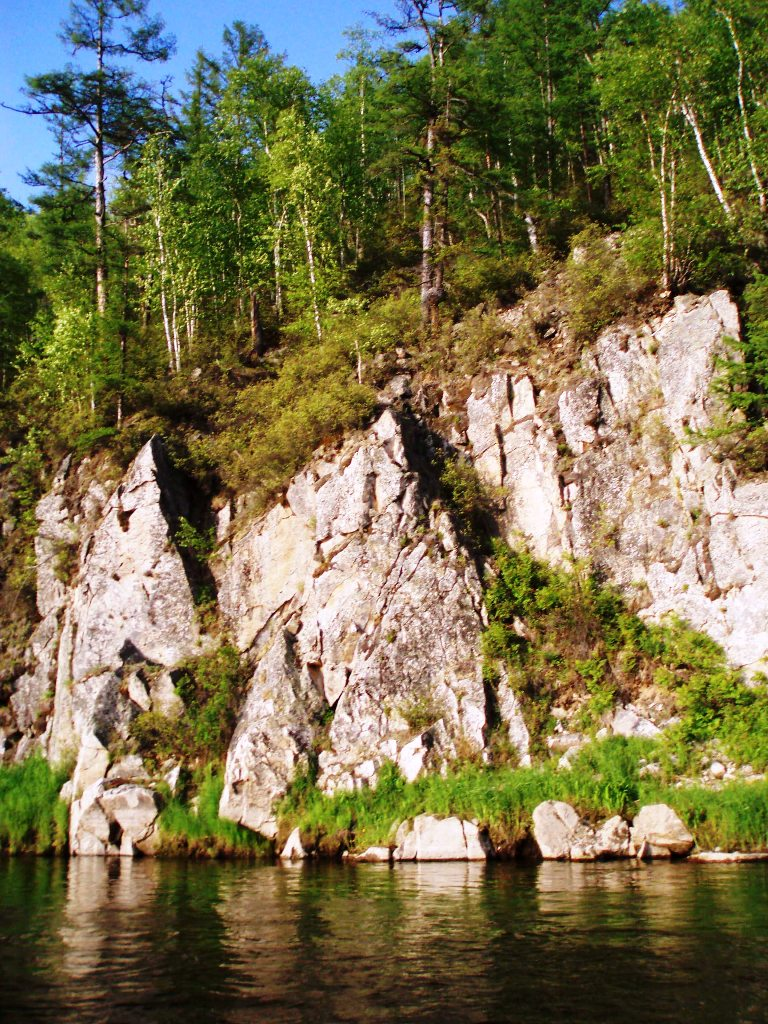
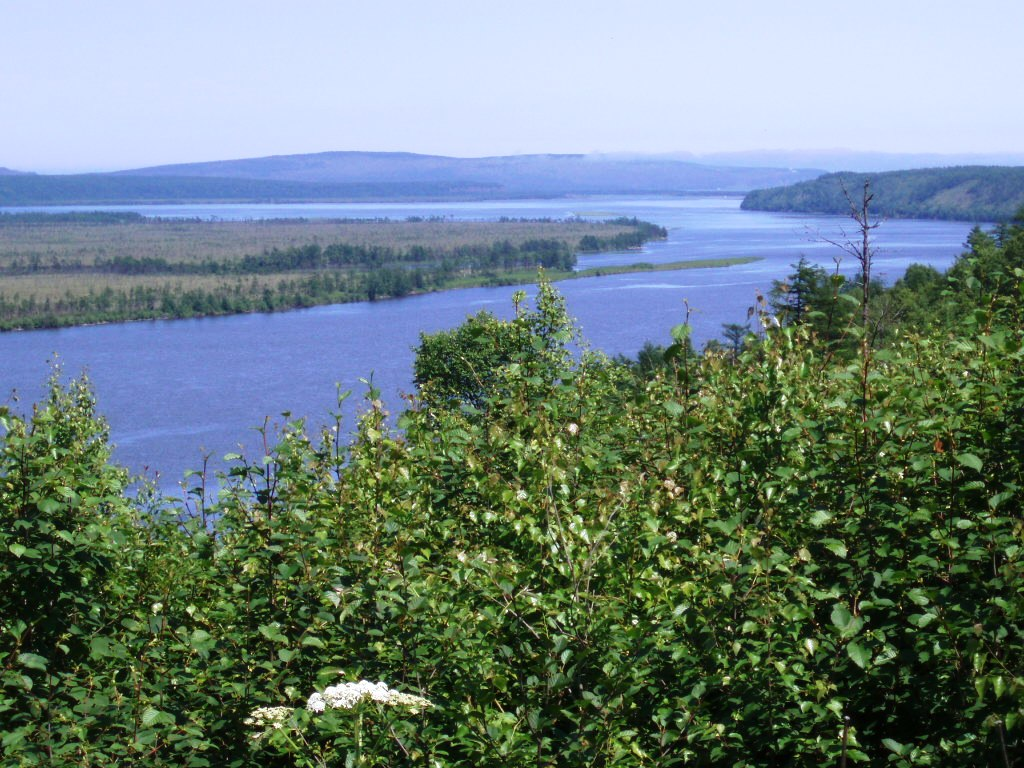
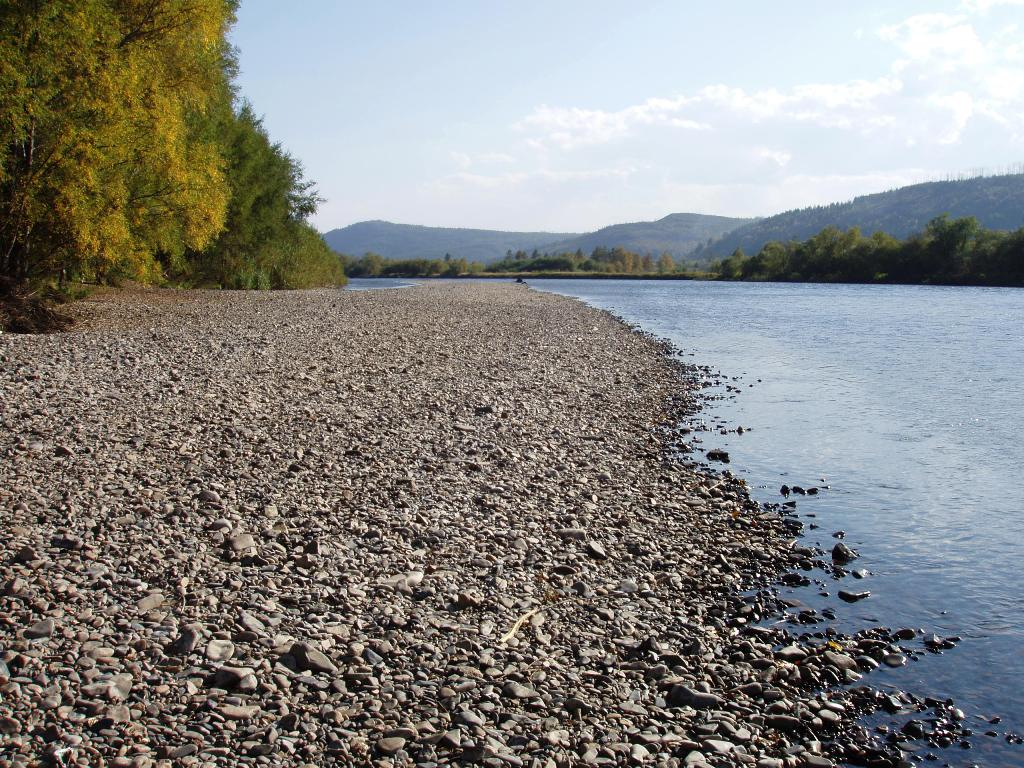
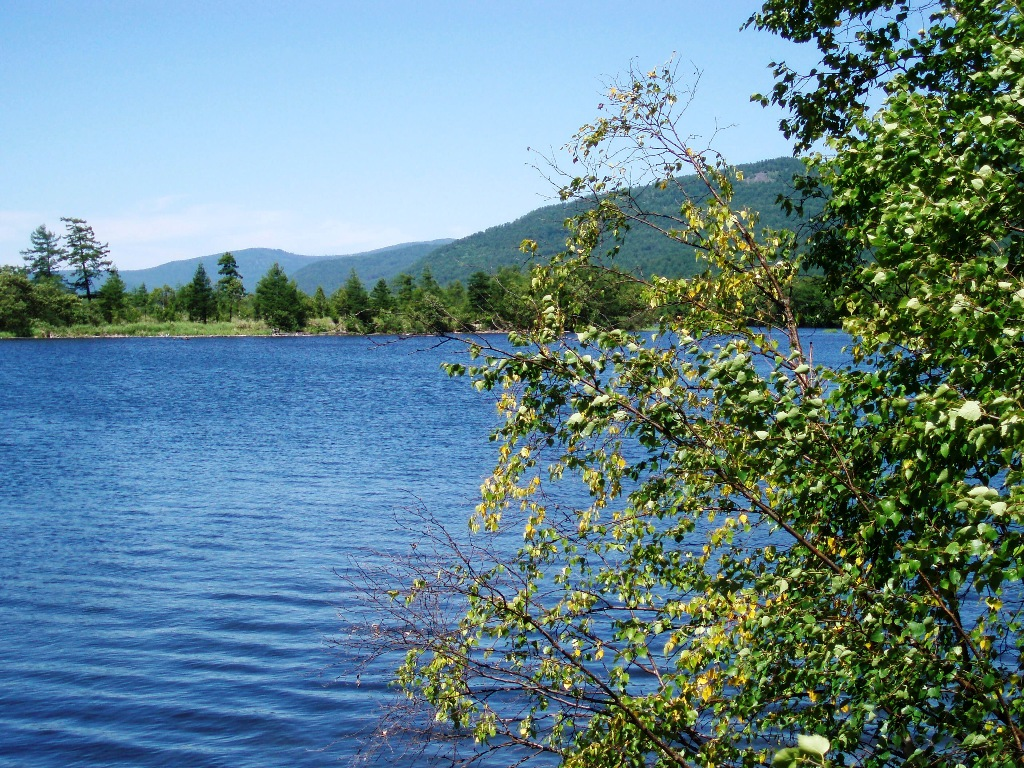